# フィル・アーソ
フィル・アーソ（Phil Urso、1925年10月2日 - 2008年4月7日）は、アメリカのジャズ・テナー・サクソフォーン奏者および作曲家。トランペッターのチェット・ベイカーとの関係で知られる。
アーソは、子供の頃にクラリネットを習い、高校時代にテナー・サックスに転向した。第二次世界大戦中はアメリカ海軍に勤務し、その後、1947年にニューヨークへと移った。そこで彼はエリオット・ローレンス (1948年–1950年)、ウディ・ハーマン (1950年–1951年)、テリー・ギブス、マイルス・デイヴィス (1952年)、オスカー・ペティフォード (1953年)、ジミー・ドーシー、ボブ・ブルックマイヤー (1954年)と共演した。1955年、初めてチェット・ベイカーと仕事をするようになり、1956年にリリースされたベイカーのパシフィック・ジャズ時代の作品における著名な貢献者となった。アーソとベイカーは、約30年間にわたって散発的に共同作業を行ってきた。
アーソは、1950年代後半にクロード・ソーンヒルと仕事をしたが、その後の数十年で全国的に注目されることから遠ざかっていった。彼はデンバーに移り、2000年代まで地元で演奏を続けた。

## ディスコグラフィ

### リーダー・アルバム
- Sentimental Journey (1956年、Regent) ※with ボブ・バンクス
- Salute Chet Baker (2003年、Jazzed Media) ※with カール・サーンダース
- 『フィロソフィー・オブ・アーソ』 - The Philosophy of Urso: Phil Urso's 1953–1959 Sessions (2016年、Fresh Sound)

### 参加アルバム
チェット・ベイカー
- 『アンド・クルー』 - Chet Baker & Crew (1956年、Pacific Jazz)
- 『チェット・ベイカー・ビッグ・バンド』 - Chet Baker Big Band (1957年、Pacific Jazz)
- 『プレイボーイズ』 - Playboys (1957年、Pacific Jazz)
- The Most Important Jazz Album of 1964/65 (1964年、Colpix)
- 『ベイビー・ブリーズ』 - Baby Breeze (1965年、Limelight)

その他
- ルイ・アームストロング : 『ルイと天使たち』 - Louis and the Angels (1957年、Decca)
- ハイ・ローズ & ジェリー・フィールディング : The Hi-Lo's and the Jerry Fielding Orchestra (1956年、Kapp)
- ジェリー・マリガン & チェット・ベイカー : Mulligan and Baker! (1957年、Jazztone)
- アート・ペッパー : 『アーティストリー・オブ・ペッパー』 - The Artistry of Pepper (1962年、Pacific Jazz)
- オスカー・ペティフォード : 『マイ・リトル・セロ』 - The New Oscar Pettiford Sextet (1953年、Debut)